# Wightlink-C-Klasse
Die C-Klasse war eine Klasse von drei Doppelendfähren der britischen Reederei Wightlink. Die Schiffe verkehrten überwiegend auf der Strecke zwischen Lymington und Yarmouth auf der Isle of Wight.

## Geschichte
Die Schiffe wurden 1973 für das British Railways Board auf der Werft Robb Caledon Shipbuilders in Dundee gebaut. Der Entwurf basierte auf der 1969 gebauten Cuthred, die wie die drei Fähren der C-Klasse von Sealink im Fährverkehr zur Isle of Wight eingesetzt wurde. Die zuerst gebaute Caedmon, die nach dem englischen Dichter des späten 7. Jahrhunderts benannt war, kam auf der Strecke zwischen Portsmouth und Fishbourne in Fahrt. Hier verkehrte sie bis 1983, bevor sie nach der Indienststellung der ersten beiden Fähren der Saint-Klasse auf die Strecke zwischen Lymington und Yarmouth verlegt wurde. Die beiden anderen Fähren, die Cenwulf, benannt nach einem König des angelsächsischen Königreichs Mercia, und die Cenred, ebenfalls nach einem König von Mercia benannt, verkehrten von Anfang an auf der Strecke zwischen Lymington und Yarmouth.
Ab 1990 wurden die Fähren von dem Unternehmen Wightlink betrieben, das von Sea Containers nach dem Verkauf von Sealink British Ferries gegründet worden war.
Alle drei Fähren wurden 2009 durch Fähren der Wight-Klasse ersetzt. Sie wurden zunächst in Marchwood aufgelegt und 2010 an das Abbruchunternehmen Smedegaarden in Esbjerg verkauft, wo sie verschrottet wurden.

## Technische Daten und Ausstattung
Die Schiffe wurden von zwei Viertakt-Sechszylinder-Dieselmotoren des Herstellers Mirrlees Blackstone in Stamford angetrieben, die auf zwei Voith-Schneider-Propeller wirkten, die jeweils seitlich an einem Ende der Fähren installiert waren.
Auf dem Hauptdeck befand sich ein durchlaufendes Fahrzeugdeck mit drei Fahrspuren. An den Seiten konnten vor und hinter den seitlichen Decksaufbauten weitere Pkw befördert werden. Auf dem Hauptdeck standen 110 Spurmeter für Lkw zur Verfügung. Das Fahrzeugdeck war an beiden Enden über herunterklappbare Rampen zugänglich. Im mittleren Bereich war es von den Decksaufbauten überbaut. Hier befanden sich Aufenthaltsräume für die Passagiere sowie offene Decksbereiche. Auf die Decksaufbauten war mittig die Brücke aufgesetzt. Unter dem Hauptdeck befanden sich zwei Maschinenräume mit jeweils einem der beiden Antriebe. Dazwischen befanden sich Aufenthaltsräume mit Sitzgelegenheiten für die Passagiere.
Zur Erhöhung der Pkw-Kapazität wurden alle drei Schiffe der Klasse 1977 mit einem zusätzlichen, höhenverstellbaren Fahrzeugdeck mit drei Fahrspuren ausgerüstet, das über bewegliche Rampen zugänglich und zur Erhöhung der Flexibilität teilbar war, so dass zusätzlich auch noch eine Fahrspur mit ausreichender nutzbarer Höhe zur Beförderung von Lkw vorhanden war. Wurde das höhenverstellbare Fahrzeugdeck nicht genutzt, lag es auf dem Hauptdeck auf. Es konnten dann maximal 4,15 Meter hohe Fahrzeuge befördert werden.
Insgesamt standen auf den Fähren jeweils 722 m² zur Verfügung: 467 m² auf dem Hauptdeck und 255 m² auf dem höhenverstellbaren Deck.

## Schiffe
| C-Klasse | C-Klasse  | C-Klasse   | C-Klasse                    | C-Klasse                     |
| Bauname  | Baunummer | IMO-Nummer | Stapellauf Ablieferung      | Verbleib                     |
| -------- | --------- | ---------- | --------------------------- | ---------------------------- |
| Caedmon  | 560       | 7314888    | 3. Mai 1973 Juli 1973       | 2010 in Esbjerg verschrottet |
| Cenwulf  | 561       | 7320021    | 1. Juni 1973 August 1973    | 2010 in Esbjerg verschrottet |
| Cenred   | 562       | 7324091    | 3. Juli 1973 September 1973 | 2010 in Esbjerg verschrottet |

Die Schiffe fuhren unter der Flagge des Vereinigten Königreichs. Heimathafen war London.